# Rocellaria stimpsonii
Rocellaria stimpsonii is een tweekleppigensoort uit de familie van de Gastrochaenidae. De wetenschappelijke naam van de soort is voor het eerst geldig gepubliceerd in 1861 door Tryon.